# Римское гетто

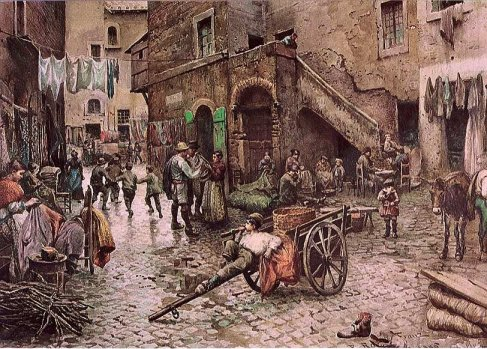
Римское гетто на акварели художника XIX века.

Ри́мское ге́тто — некогда район Рима, где обязаны были проживать римские евреи. В античности этот район назывался Фламиниевым цирком. Евреи здесь начали селиться ещё до распространения христианства.
Еврейский город занимал территорию между Капитолием, островом Тиберина и Ларго Арджентина, его окружали высокие стены с тремя воротами. Легальный статус гетто было оформлен в 1555 году, когда папа Павел IV издал буллу Cum nimis absurdum. Во время подъёма воды в Тибре квартал сильно страдал от наводнений, а его перенаселённость приводила к страшным потерям от эпидемий. Так, во время чумы 1656 года в гетто умерло 800 человек.
В начале XIX века римское гетто населяло около 10 тысяч жителей. После взятия Рима итальянскими войсками в 1870 году папский закон, обязывавший евреев селиться в пределах гетто, утратил силу. Стены гетто были снесены в 1888 году, вслед за тем была перестроена и вся его территория. Среди новой застройки этого района выделяется Большая синагога.